# Ohlertidion
Ohlertidion is een geslacht van spinnen uit de familie van de Theridiidae (kogelspinnen).

## Soorten
- Ohlertidion lundbecki (Sørensen, 1898)
- Ohlertidion ohlerti (Thorell, 1870)
- Ohlertidion thaleri (Marusik, 1988)